# Władysław Mrozowski
Władysław Mrozowski ps. „Gruda” (ur. 21 stycznia 1896 w Bilczycach, zm. 25 czerwca 1968 tamże) – polski dowódca wojskowy, starszy sierżant Wojska Polskiego, członek Związku Walki Zbrojnej – Armii Krajowej, więzień obozów Auschwitz-Birkenau oraz Sachsenhausen. 

## Życiorys

### Dzieciństwo i młodość
Urodził się 21 stycznia 1896 w miejscowości Bilczyce k. Krakowa, należących wówczas do Austro-Węgier. Ojciec jego, Stanisław Mrozowski był stangretem na pobliskim dworze; matką była Aniela z domu Augustynek. Miał trzech braci: Józefa, Stefana, Stanisława oraz trzy siostry: Zofię, Marię i Annę. Ukończył 7 klas szkoły podstawowej.

### I wojna światowa
15 kwietnia 1915, w wieku 19 lat został powołany do służby wojskowej w cesarsko-królewskiej armii. Będąc w 13 pułku piechoty walczył na froncie włoskim w czasie I wojny światowej.

### Wojna polsko-bolszewicka
W 1918, wstąpił jako ochotnik do Wojska Polskiego. W 13 pułku piechoty (złożonym z byłych żołnierzy c.k. armii) walczył początkowo na froncie czeskim i cieszyńskim. Następnie na froncie ukraińskim, gdzie jako karabinowy pozostawał bez przerwy do połowy lipca 1919. Szczególnie odznaczył się w walkach pod Czortkowem, Daraczowem, Trembowlą oraz Tarnopolem. Pod koniec działań wojennych razem z II/13 pp przeszedł na front bolszewicki, przejmując stanowisko dowódcy plutonu karabinów maszynowych. Funkcję tę pełnił do zawarcia zawieszenia broni. Za czyn bojowy w walkach z bolszewikami został 26 maja 1921 odznaczony Krzyżem Walecznych.

### Dwudziestolecie międzywojenne
Po wojnie przez krótki okres był funkcjonariuszem Policji Państwowej. Od 1923 w zawodowej służbie w Wojsku Polskim. W okresie międzywojennym pełnił funkcję szefa kompanii karabinów maszynowych, był instruktorem ckm oraz zajmował się wychowaniem żołnierzy. Ukończył Centralną Szkołę Strzelniczą w Toruniu oraz kurs doszkolenia dla podoficerów zawodowych w Grudziądzu. W 1930 odznaczony Brązowym Krzyżem Zasługi. W szczegółowym uzasadnieniu nadania odznaczenia napisano:

Przebywał dłuższy czas na froncie ukraińskim i bolszewickim jako karabinowy zastępca d-cy plutonu. Podczas całego pobytu na froncie wykazał bardzo dużo zalet moralnych - odznaczał się odwagą i poświęceniem. W pracy pokojowej jako instruktor ckm, a następnie szef kompanji - pracuje z zaparciem siebie. Szczególnie wyróżnił się w pracy nad wychowaniem żołnierzy.

### II wojna światowa
Podczas kampanii wrześniowej walczył w obronie Twierdzy Modlin. Wzięty do niewoli niemieckiej 28 września 1939 i wywieziony do Stalagu IA. 16 listopada 1940 z powodu złego stanu zdrowia został zwolniony z obozu do miejsca zamieszkania.
Po powrocie pracował w firmie budowlanej jako stolarz niewykwalifikowany. W grudniu 1940 wstąpił do pracy konspiracyjnej w ZWZ-AK pod pseudonimem „Gruda”. Zaprzysiężony przez kolegów Jana Orłowskiego oraz Juliusza Kubisa podjął się pracy kwatermistrza Obwodu Pułtusk. Pracę wykonywał do dnia aresztowania przez Gestapo 16 września 1942.
Osadzony w więzieniu w Pułtusku został poddany ciężkim torturom. Udowodniono mu, i sam przyznał, że posiadał wiarygodną wiedzę na temat istnienia konspiracji w Pułtusku. Nigdy jednak nie zdradził żadnych nazwisk oraz nie potwierdził przynależności do AK. Po zakończeniu gestapowskiego dochodzenia wraz z grupą innych przesłuchiwanych został przeniesiony do ciężkiego obozu dla więźniów politycznych Soldau w Działdowie. Tam także został poddany bestialskim torturom.
Mężczyźni skłonni przyznać się do udziału w konspiracji zostali reklamowo powieszeni na rynku pułtuskim w grudniu 1942 (m.in. wspomniany Juliusz Kubis). Mrozowskiego z powodu nieugiętości przetransportowano do niemieckiego obozu koncentracyjnego Auschwitz-Birkenau, gdzie otrzymał numer obozowy 104561. Po niespełna miesięcznym pobycie w Oświęcimiu, 13 marca 1943 trafił do Sachsenhausen. Wolność odzyskał po długim marszu na zachód Niemiec z rąk Amerykanów w miejscowości Schwerin.

### Okres powojenny
Dokładnie w Wigilię 1945 wrócił do rodzinnych Bilczyc. Od 10 grudnia 1948 pełnił funkcję prezesa Gminnej Spółdzielni „Samopomoc Chłopska” w Gdowie. Wstąpił także do Zjednoczonego Stronnictwa Ludowego. Zmarł na zawał 25 czerwca 1968. Pochowany na gdowskim cmentarzu parafialnym.

## Ordery i odznaczenia
- Krzyż Walecznych (1921)[3]
- Brązowy Krzyż Zasługi (1930)
- Medal Pamiątkowy za Wojnę 1918–1921
- Medal Dziesięciolecia Odzyskanej Niepodległości